# Trials Rising
A Trials Rising 2,5 dimenziós hibaalapú versenyjáték, melyet a RedLynx és a Ubisoft Kyiv fejlesztett és a Ubisoft jelentetett meg. A játék 2019. február 26-án jelent meg Microsoft Windows, PlayStation 4, Xbox One és Nintendo Switch, illetve 2019. november 19-én Google Stadia platformokra. A Rising a Trials sorozat első főjátéka a 2014-ben megjelent Trials Fusion óta, és a sorozat első tagja, amely egy Nintendo-konzolon is megjelent.

## Játékmenet
A játékosok a Trials Risingban egy fizikán alapuló motorkerékpáron ülő motorost irányítanak és különböző akadályokkal teleszórt pályákon kell célbaérniük. A játék akadálypályái a világ különböző pontjain kaptak helyet, így például az Eiffel-toronynál vagy a Mount Everestnél, és a játékosok helyi és interneten keresztüli többjátékos módban is játszhatnak egymás ellen. A játék lehetőséget ad a többi játékos legjobb teljesítményének visszanézésére és értesítést kapnak, ha valaki megdönti a rekordjukat. A játékosok az egyedi akadálypályák létrehozása és más játékosokkal való megosztása mellett a motorosuk ruházatát és a motorkerékpárjukat is testreszabhatják. „Tandem Bike” címmel egy helyi többjátékos mód is helyet kapott a játékban, amelyben két motoros egy motorkerékpárt irányít. Mindegyik játékos a jármű egyensúlyának és az erőátvitelének egy részének irányításáért felel.

## Fejlesztés
A játékot a 2018-as E3-sajtótájékoztatóján jelentette be a Ubisoft. A cím elsődleges fejlesztője a RedLynx és a Ubisoft Kyiv volt. A RedLynx a Trials-közösség számos tagját és több youtubert is meghívott a játék oktatórészének tesztelésére annak érdekében, hogy biztosítsák, hogy a játékosok megértik a játék irányítási sémáját és játékmeneti mechanikáit. 2018 szeptemberében egy zárt, majd 2019 februárjában, egy héttel a játék megjelenése előtt egy nyílt bétatesztet is tartottak. A Trials Rising 2019. február 26-án jelent meg Microsoft Windows, PlayStation 4, Xbox One és Nintendo Switch platformokra.

## Fogadtatás
| Összegzőoldal | Értékelés                                              |
| ------------- | ------------------------------------------------------ |
| Metacritic    | 85/100 (XONE) 83/100 (PC) 79/100 (Switch) 79/100 (PS4) |

| Szerző                | Értékelés       |
| --------------------- | --------------- |
| Destructoid           | 8/10 (PS4)      |
| Game Informer         | 7,25/10 (PS4)   |
| GameSpot              | 7/10 (PS4)      |
| GamesRadar+           | (PS4)           |
| IGN                   | 7,9/10          |
| Jeuxvideo.com         | 17/20           |
| Nintendo Life         | [ 16 ]          |
| Nintendo World Report | 8,5/10 (Switch) |
| USgamer               | (PS4)           |

A játék általánosságban pozitív kritikai fogadtatásban részesült a Metacritic kritikaösszegző weboldal adatai szerint.

### Díjak és jelölések
A játék jelölve volt a „legjobb versenyjáték” kategóriában a 2018-as Game Critics Awardson, illetve „az év versenyjátéka” kategóriában a 23. Annual D.I.C.E. Awardson.

## Fordítás
- Ez a szócikk részben vagy egészben  a   Trials Rising című angol Wikipédia-szócikk ezen változatának fordításán alapul.  Az eredeti cikk szerkesztőit annak laptörténete sorolja fel. Ez a jelzés csupán a megfogalmazás eredetét és a szerzői jogokat jelzi, nem szolgál a cikkben szereplő információk forrásmegjelöléseként.